# Comuna Novofedorivka, Berezanka
Novofedorivka (în ucraineană Новофедорівка) este o comună în raionul Berezanka, regiunea Mîkolaiiv, Ucraina, formată din satele Fedorivka și Novofedorivka (reședința).

## Demografie
Componența lingvistică a comunei Novofedorivka
     Ucraineană (89,52%)
     Rusă (9,38%)
     Alte limbi (0,59%)
Conform recensământului din 2001, majoritatea populației comunei Novofedorivka era vorbitoare de ucraineană (89,52%), existând în minoritate și vorbitori de rusă (9,38%).